# Bitwa pod Slivicami
Bitwa pod Slivicami (cz. Bitva u Slivice) – ostatnia bitwa II wojny światowej na ziemiach czeskich, stoczona już po formalnej kapitulacji III Rzeszy.
W dniach 11–12 maja 1945 roku oddziały niemieckie (głównie z Waffen-SS), woląc poddać się wojskom amerykańskim niż radzieckim, broniły się przed siłami czechosłowackich partyzantów i Armią Czerwoną. Niemcy ostatecznie skapitulowali wczesnym rankiem 12 maja. Około 6000 żołnierzy zostało wziętych do niewoli przez wojska radzieckie.

## Tło
8 maja 1945 roku wszystkie siły niemieckie otrzymały rozkaz pozostania na swoich pozycjach i poddania się najbliższej jednostce alianckiej. Jednak wiele formacji stacjonujących w Protektoracie Czech i Moraw próbowało przedostać się na zachód, aby poddać się wojskom amerykańskim, licząc na lepsze traktowanie w niewoli przez Amerykanów. Zgodnie z ustaleniami międzysojuszniczymi jednostki amerykańskie dotarły do uzgodnionej linii demarkacyjnej w zachodnich Czechach i tam się zatrzymały. Ponieważ Armia Czerwona była jeszcze kilka dni marszu od tego obszaru, czechosłowaccy partyzanci próbowali powstrzymać Niemców przed ucieczką, za co ci odpowiedzieli represjami przeciwko miejscowej ludności.
9 maja duże zgrupowanie wojsk niemieckich dotarło na obszar między wioskami Milín, Slivice i Čimelice, w pobliżu linii demarkacyjnej. Wśród nich znajdowały się elementy Kampfgruppe Wallenstein. Formacją dowodził SS-Gruppenführer Carl Friedrich von Pückler-Burghauss. Żołnierzom towarzyszyli uciekający z obawy przed czeskim odwetem Niemcy sudeccy. Ponieważ droga w kierunku linii amerykańskich została zablokowana przez oddziały ruchu oporu, Pückler-Burghauss nakazał utworzenie linii obronnych. Po kapitulacji Amerykanie odsyłali na stronę sowiecką wszystkich niemieckich żołnierzy próbujących się im poddać.

## Bitwa
11 maja zgrupowanie partyzanckie „Smrt fašismu” („Śmierć faszyzmowi”) dowodzone przez radzieckiego oficera Jewgienija Olesinskiego próbowało atakować Niemców pod Slivicami, ale zostały odparte. Tego popołudnia w rejon przybyły regularne jednostki Armii Czerwonej, głównie ze 104 Gwardyjskiej Dywizji Strzeleckiej i zaatakowały pozycje niemieckie.
Atak rozpoczął się od ciężkiego ostrzału artyleryjskiego i rakietowego. Radzieckie bombardowanie było wspierane przez amerykańską 4 Dywizję Pancerną XII Korpusu 3 Armii. Później wojska z 1., 2. i 4 Frontu Ukraińskiego zaatakowały pozycje niemieckie. W nocy obrona załamała się i około 3:00 12 maja w młynie w Rakovicach Pückler-Burghauss podpisał akt kapitulacji, który następnie asygnowali przedstawiciele Stanów Zjednoczonych (pułkownik Allison, szef sztabu 4 Dywizji Pancernej) i Związku Radzieckiego (gen. Iwan Sieriogin, dowódca 104 Gwardyjskiej Dywizji Strzeleckiej). Wzięto do niewoli około 6000 żołnierzy i zdobyto dużą liczbę pojazdów. Pückler-Burghauss popełnił samobójstwo.
Po bitwie partyzanci rozpoczęli operacje oczyszczające w lasach Brdy, aby ścigać żołnierzy niemieckich, którzy uciekli z pola bitwy.

## Upamiętnienie
W 1970 roku w Slivicach odsłonięto pomnik upamiętniający bitwę, zaprojektowany przez Václava Hilskiego.  Niedaleko willi w Čimelicach, gdzie Pückler-Burghauss popełnił samobójstwo, znajduje się kolejny pomnik z napisem: „W tym miejscu 9 maja 1945 roku armia amerykańska zatrzymała odwrót armii niemieckiej. W obecności przedstawicieli wojsk amerykańskich, radzieckich i niemieckich podpisano tutaj ostatnią kapitulację II wojny światowej w Europie 12 maja 1945 roku”.
Od 2000 roku czeskie kluby historii wojskowości, Muzeum w Przybramie i Armia Republiki Czeskiej organizują regularnie rekonstrukcje bitwy pod Slivicami.